# Golfe de Huon
Pour les articles homonymes, voir Huon.

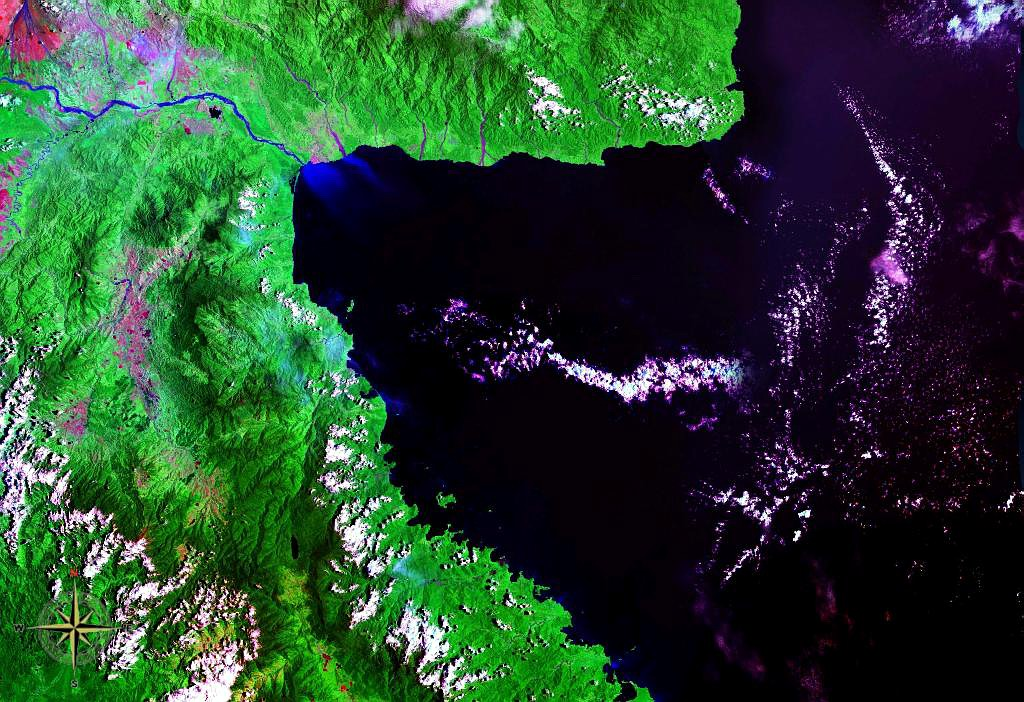
Le golfe d'Huon vu de l'espace (fausses couleurs)

Le golfe de Huon est un grand golfe à l'est de la Papouasie-Nouvelle-Guinée bordé par la péninsule de Huon au nord. 
Les deux portent le nom de l'explorateur français Jean-Michel Huon de Kermadec. Le golfe de Huon est une partie de la mer des Salomon. Lae, capitale de la province de Morobe, est située à l'ouest de la côte nord du golfe. 
La baie Markham forme le coin nord-ouest du golfe d'Huon, au niveau de l'extrémité de la rivière Markham.
Ce golfe ne doit pas être confondue avec la Baie de Huon, dans la Péninsule Antarctique.